# Celeste Saulo

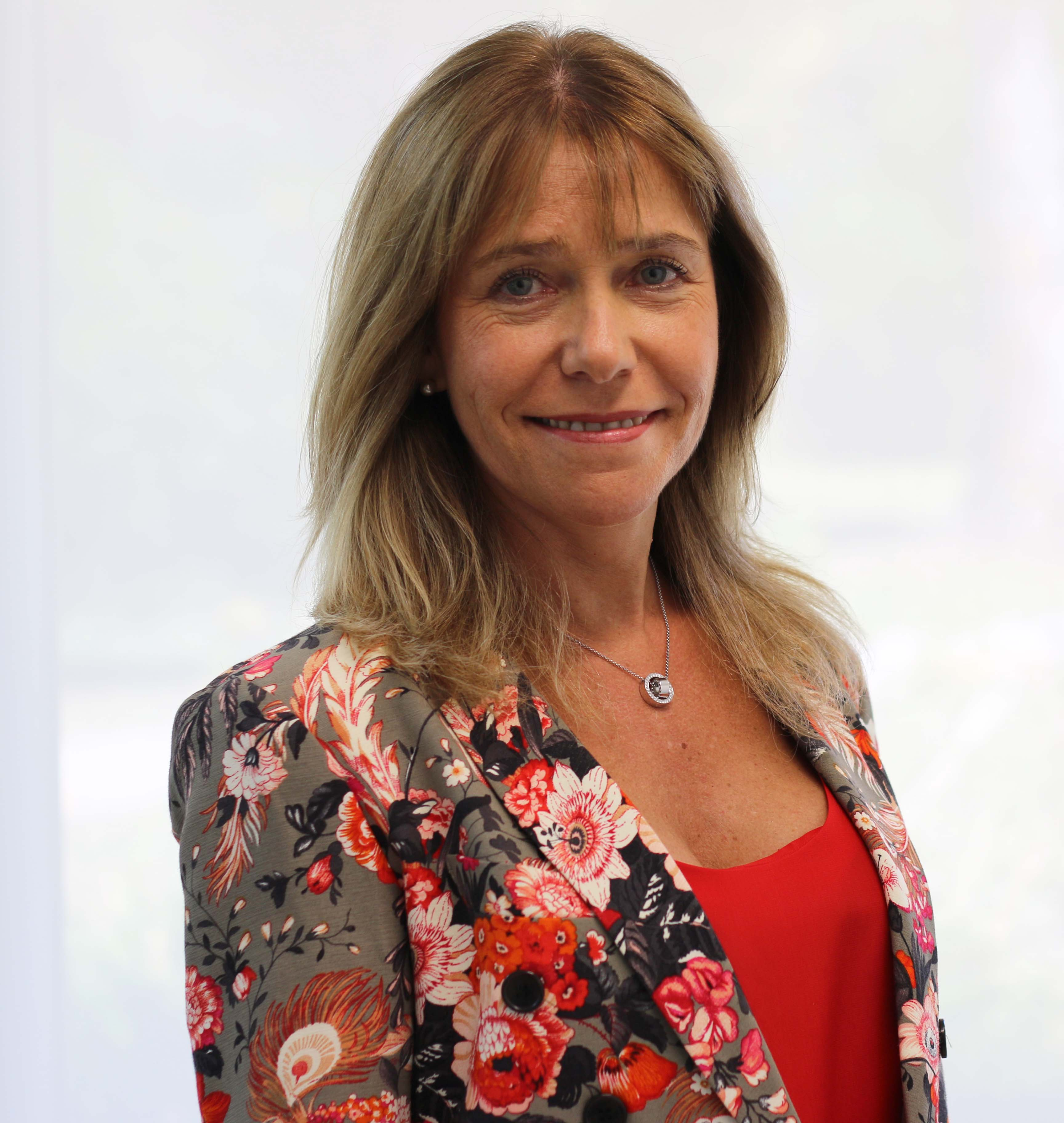
Celeste Saulo, 2018

Andrea Celeste Saulo (* 6. Mai 1964 in Buenos Aires) ist eine argentinische Meteorologin und Hochschullehrerin. Seit dem 1. Januar 2024 ist sie als erste Frau und erste Person aus Lateinamerika Generalsekretärin der Weltorganisation für Meteorologie (WMO), auch als Weltwetterorganisation bekannt.

## Werdegang
Celeste Saulo entstammt einer argentinischen Mittelschichtfamilie. Sie absolvierte ein Studium der Meteorologie an der Universität von Buenos Aires (UBA), das sie 1987 abschloss. Ebenfalls an der UBA promovierte sie 1996 in Atmosphärenwissenschaften. Seit 1988 ist sie am Fachbereich für Atmosphären- und Ozeanwissenschaften (DCAO) der Fakultät für Exakte und Naturwissenschaften (FCEN) der UBA in der Lehre tätig, zunächst als Assistenzprofessorin, ab 2006 in der Position einer ordentlichen Professorin und seit 2017 als außerordentliche Professorin.
Saulo ist seit 2002 eine von der staatlichen Forschungsorganisation CONICET (Consejo Nacional de Investigaciones Científicas y Técnicas) geförderte Mitarbeiterin des Zentrums für Meeres- und Atmosphärenforschung (Centro de Investigaciones del Mar y la Atmósfera – CIMA) an. Eine Reihe von Auslandsaufenthalten als Gastwissenschaftlerin führten sie an die University of Utah (USA), an das NOAA Climate Diagnostics Center (USA), das Centro de Previsão de Tempo e Estudos Climáticos (CPTEC) (Brasilien), an die Universidade Federal de Pelotas (Brasilien) und an das Laboratoire de Météorologie Dinamique (Labor für dynamische Meteorologie) der École normale supérieure de Paris (Frankreich).

## Ämter
Im Juli 2014 wurde Celeste Saulo zur Direktorin des argentinischen Nationalen Wetterdienstes (Servicio Meteorológico Nacional – SMN) ernannt. Wie alle Leiter einer nationalen Wetterorganisation wurde sie damit ständige Repräsentantin Argentiniens in der Weltorganisation für Meteorologie (WMO). Bereits seit 2006 arbeitete sie in verschiedenen Funktionen der WMO, u. a. von 2011 bis 2018 als Mitglied des wissenschaftlichen Lenkungsausschusses des Weltwetterforschungsprogramms und von 2019 bis 2021 als Vorsitzende des WMO-Forschungsausschusses.

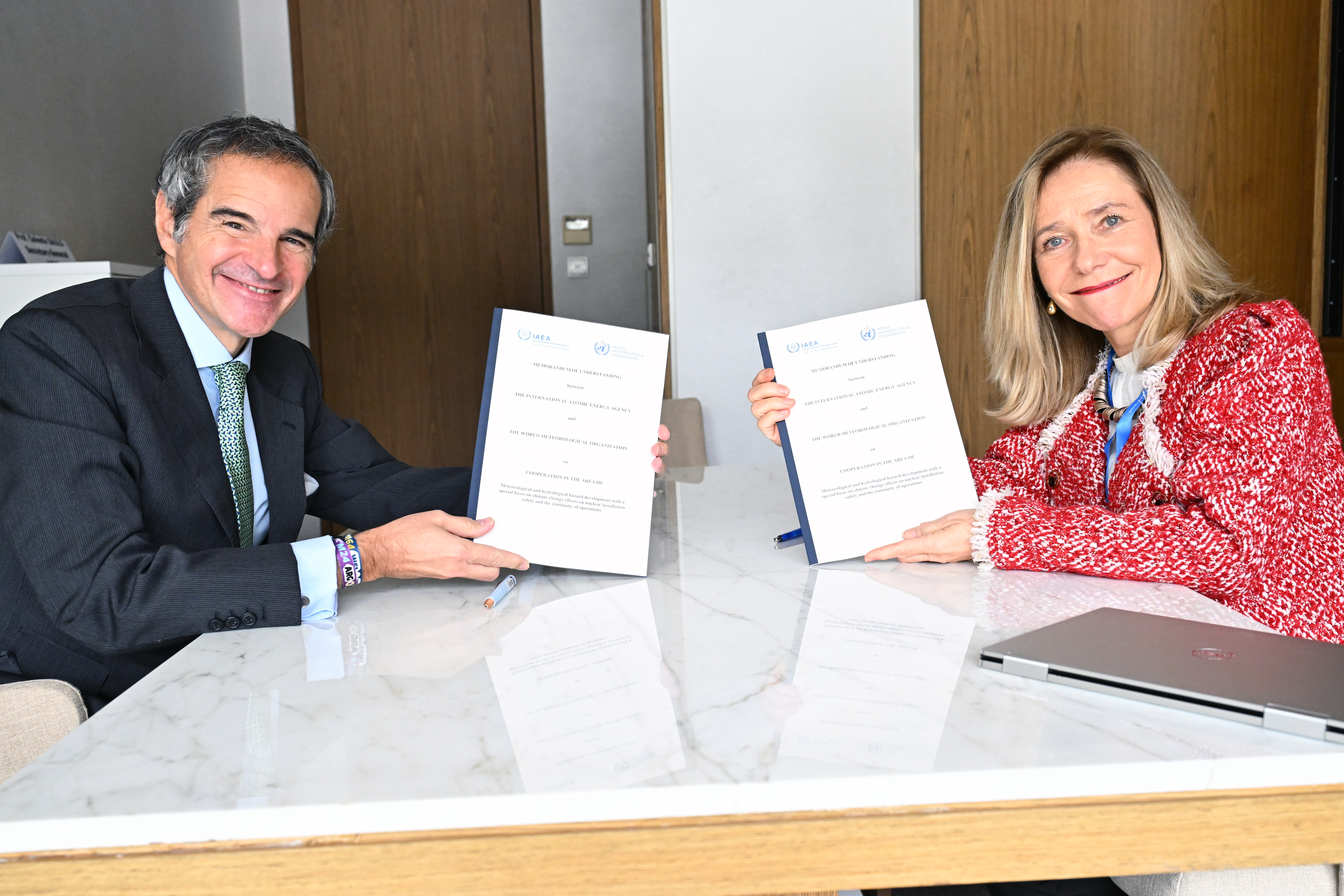
Celeste Saulo und Rafael Grossi bei der Unterzeichnung eines Memorandum of Understanding zwischen der WMO und der IAEO während der COP 29

Bereits seit 2015 gehört sie dem WMO-Exekutivrat an. Von 2018 bis 2019 war sie 2. Vizepräsidentin der WMO (in der Funktion der ersten Vizepräsidentin) und von 2019 bis Ende 2023 war sie 1. Vizepräsidentin. Im Juni 2023 wurde sie beim Weltkongress der WMO in Genf als Nachfolgerin von Petteri Taalas zur zukünftigen Generalsekretärin gewählt. Bereits im ersten Wahlgang konnte sie bei drei Mitbewerbern die nötige Zweidrittelmehrheit gewinnen. Seit ihrem Amtsantritt am 1. Januar 2024 ist sie die erste Frau und gleichzeitig die erste Person aus Lateinamerika in dieser Position.
Nach ihrer Wahl äußerte sie, dass in diesen Zeiten, in denen Ungleichheit und Klimawandel die größten globalen Bedrohungen darstellten, die WMO dazu beitragen müsse, die meteorologischen und hydrologischen Dienste zu stärken, um die Menschen und ihre Ökonomien zu schützen, indem sie zeitnahe und wirksame Dienste und Frühwarnsysteme bereitstellt.
„Mein Ziel ist es, die WMO zu einem Szenario zu führen, in dem die Stimme aller Mitglieder gleichermaßen gehört wird, in dem die Schwächsten Vorrang haben und in dem die Maßnahmen der WMO auf die Bedürfnisse und Besonderheiten jedes einzelnen Mitglieds abgestimmt sind,“ betonte die Argentinierin nach ihrer Wahl.

## Familie
Celeste Saulo ist verheiratet und hat zwei Kinder. In einem Interview erzählte sie, dass die Tatsache, sich um zwei kleine Kinder kümmern zu müssen, dazu geführt habe, dass sie auf einige Karriereschritte, insbesondere längere Auslandsaufenthalte, verzichten musste und dass sich ihre Karriere im Vergleich zu der von gleichaltrigen Männern deshalb verzögert habe.

## Auszeichnungen
- 2023: Verdienst-Diplom des Premio Konex für ihre Leistungen in der Disziplin der Erd- und Atmosphärenwissenschaften in der letzten Dekade.[11]
- 2023: Ernennung zum Ehrenmitglied der American Meteorological Society.[12]
- 2024: France 24 benannte Celeste Saulo als eine der 10 lateinamerikanischen Frauen, die sich durch ihren Einsatz für die Menschenrechte und die Umwelt auszeichneten.[13]
- 2025: Ehrendoktorwürde der Universidad Nacional de La Plata[14]